# Maria Meersman
Maria Meersman (Deerlijk, 2 januari 1923 – Kortrijk, 7 maart 2002) was een Belgische bestuurster.

## Levensloop
Maria Meersman werd op 2 januari 1923 geboren op de Belgiek te Deerlijk. Na haar lager en middelbaar onderwijs studeerde zij verder in Gent. Als regentes handelswetenschappen gaf ze enkele jaren les aan het Technisch Instituut Onze-Lieve-Vrouw van Bijstand te Kortrijk.
In 1945 werd ze nationaal vrijgestelde, om in 1948 nationaal voorzitter te worden van VKAJ, de vrouwelijke tak van het KAJ. Van 1956 tot 1961 was Meersman internationaal vicevoorzitter van de internationale KAJ-beweging; in die periode was ze de rechterhand van kardinaal Jozef Cardijn en hielp hem om KAJ en VKAJ internationaal uit te bouwen. Ze maakte hiervoor tientallen internationale reizen naar het Midden-Oosten en het Verre Oosten, tot in Australië, Nieuw-Zeeland en Japan toe. In 1959 werd ze samen met Cardijn ontvangen door paus Johannes XXIII. Vanaf 1961 werkte Meersman in Rome waar ze verschillende grote internationale congressen voorbereidde.
Het jaar 1964 bracht een carrièrewending. Toen ging Meersman als bediende aan de slag bij de Kristelijke Arbeiders Vrouwengilde (KAV) te Brussel, vanaf 1973 als interim- en in 1975 als algemeen secretaris. In 1983 ging ze er met pensioen. Datzelfde jaar keerde ze terug naar haar geboortedorp Deerlijk, waar ze zich vestigde in de Koningswijk. Stilzitten was echter aan haar niet besteed en al gauw werd zij plaatselijk verantwoordelijke voor de Kristelijke Beweging van Gepensioneerden (KBG). Vanaf 1991 was Maria Meersman zelfs voor enkele jaren nationaal medevoorzitter en voorzitter van het verbond Kortrijk van deze vereniging.
Maria Meersman overleed na een korte ziekte op 7 maart 2002 in Kortrijk. De uitvaartdienst had plaats op 15 maart in de Sint-Columbakerk te Deerlijk. Meersman werd begraven op de begraafplaats van Deerlijk, Blok I, rij 1, perceel 30.